# Nasikasthan Sanga
Nasikasthan Sanga (nep. नासिकास्थान साँगा) – gaun wikas samiti w środkowej części Nepalu w strefie Bagmati w dystrykcie Kavrepalanchok. Według nepalskiego spisu powszechnego z 2001 roku liczył on 1030 gospodarstw domowych i 5556 mieszkańców (2776 kobiet i 2780 mężczyzn).